# Albert Memorial
El Albert Memorial, erigido directamente al norte del Royal Albert Hall en los Jardines de Kensington, Londres, es un monumento conmemorativo encargado por la reina Victoria en memoria de su amado esposo, el príncipe Alberto, que había fallecido tempranamente en 1861. Diseñado por sir George Gilbert Scott —elegido en un concurso público por la misma reina— en forma de un templete de estilo neogótico con la forma de un dosel o pabellón ornamentado de 54 m de altura, similar a un ciborio sobre el altar mayor de una iglesia, alberga una estatua del príncipe mirando hacia el sur. Tardó más de diez años en completarse, y el costo fue de 120 000 £ (el equivalente a alrededor de 10 000 000 £ en 2010) cubiertos por suscripción pública.

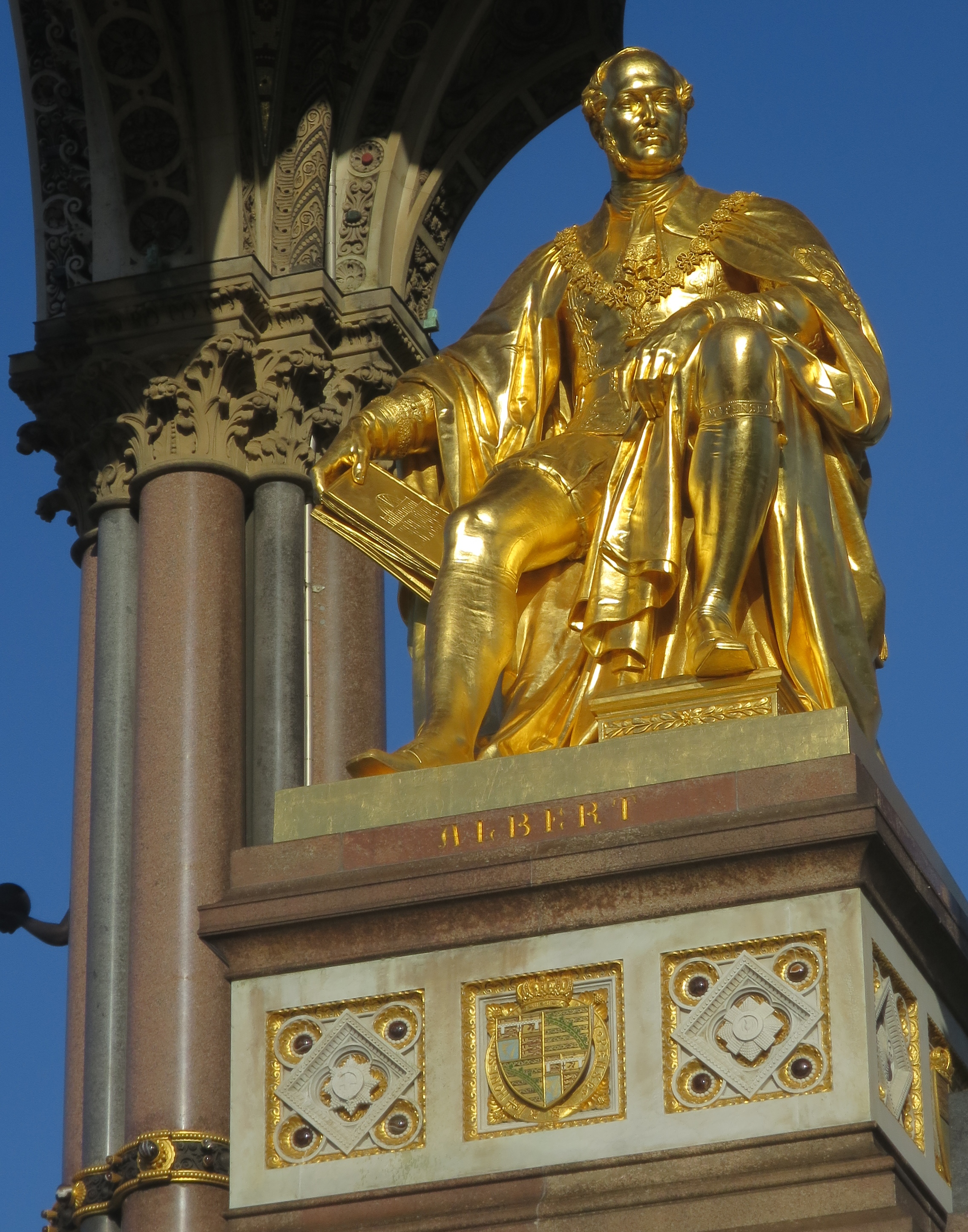
La estatua de Alberto, obra de John Henry Foley y Thomas Brock

El memorial fue inaugurado en julio de 1872 por la reina Victoria, siendo la estatua de Albert ceremonialmente "sentada" en 1876. Ha sido listado en el Grado I desde 1970. La obra es considerada una de las más representativas del periodo revival, así como de la arquitectura victoriana.
El Friso de Parnaso rodea la base del Albert Memorial y consta de 169 esculturas de tamaño natural de artistas individuales de la historia. La longitud total del friso es de aproximadamente 64 metros. Henry Hugh Armstead talló las figuras en el lado sur y este, los pintores, músicos y poetas (80 en total), y las agrupó por escuelas nacionales. John Birnie Philip talló las figuras en el lado oeste y norte, los escultores y arquitectos, y las ordenó en orden cronológico.
En cada una de las esquinas, sobre el friso, hay cuatro grupos con alegorías de la agricultura, la artesanía, la ingeniería y el comercio. En las esquinas que delimitan el monumento, hay también cuatro grupos representativos de los continentes africano, asiático, europeo y americano.

Los grupos de los continentes
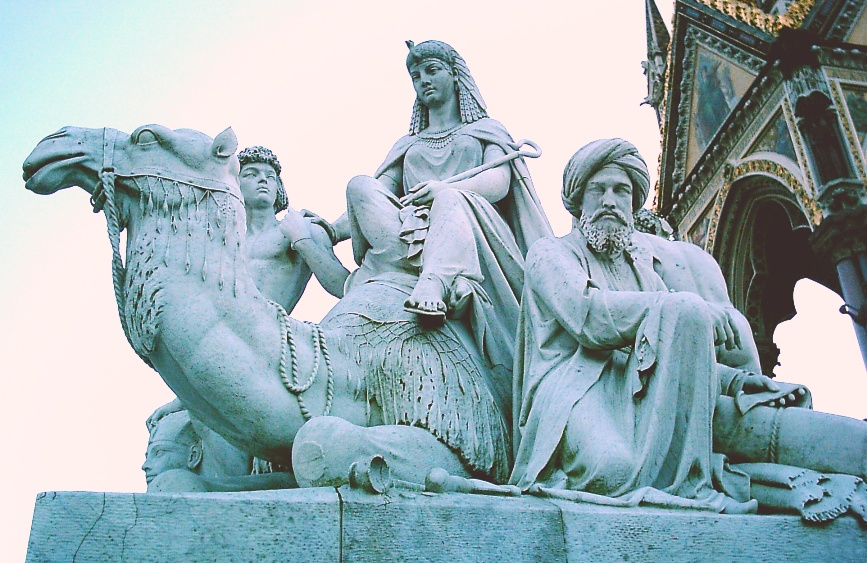
Grupo de "África", obra de William Theed
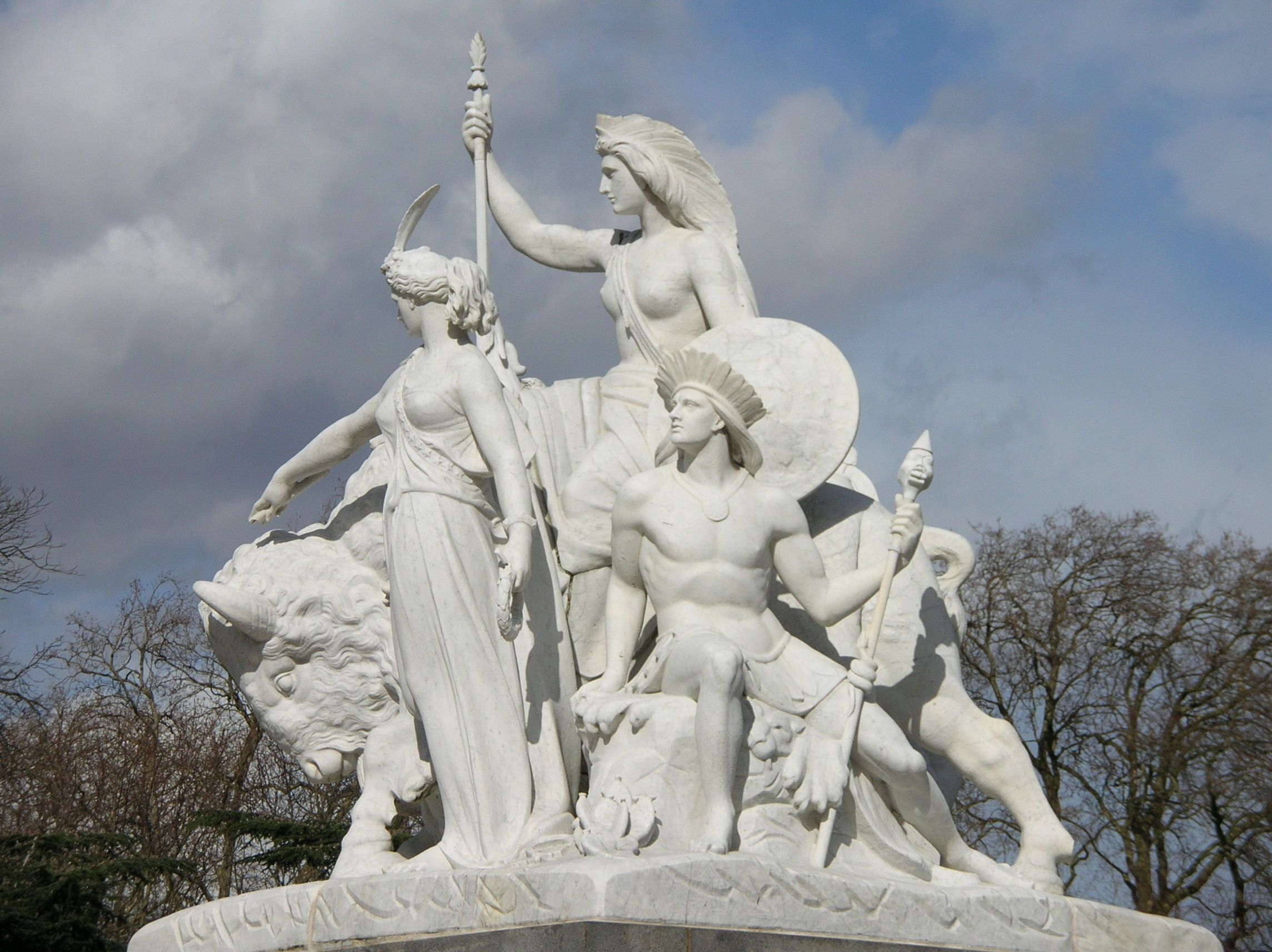
Grupo de "América", obra de John Bell
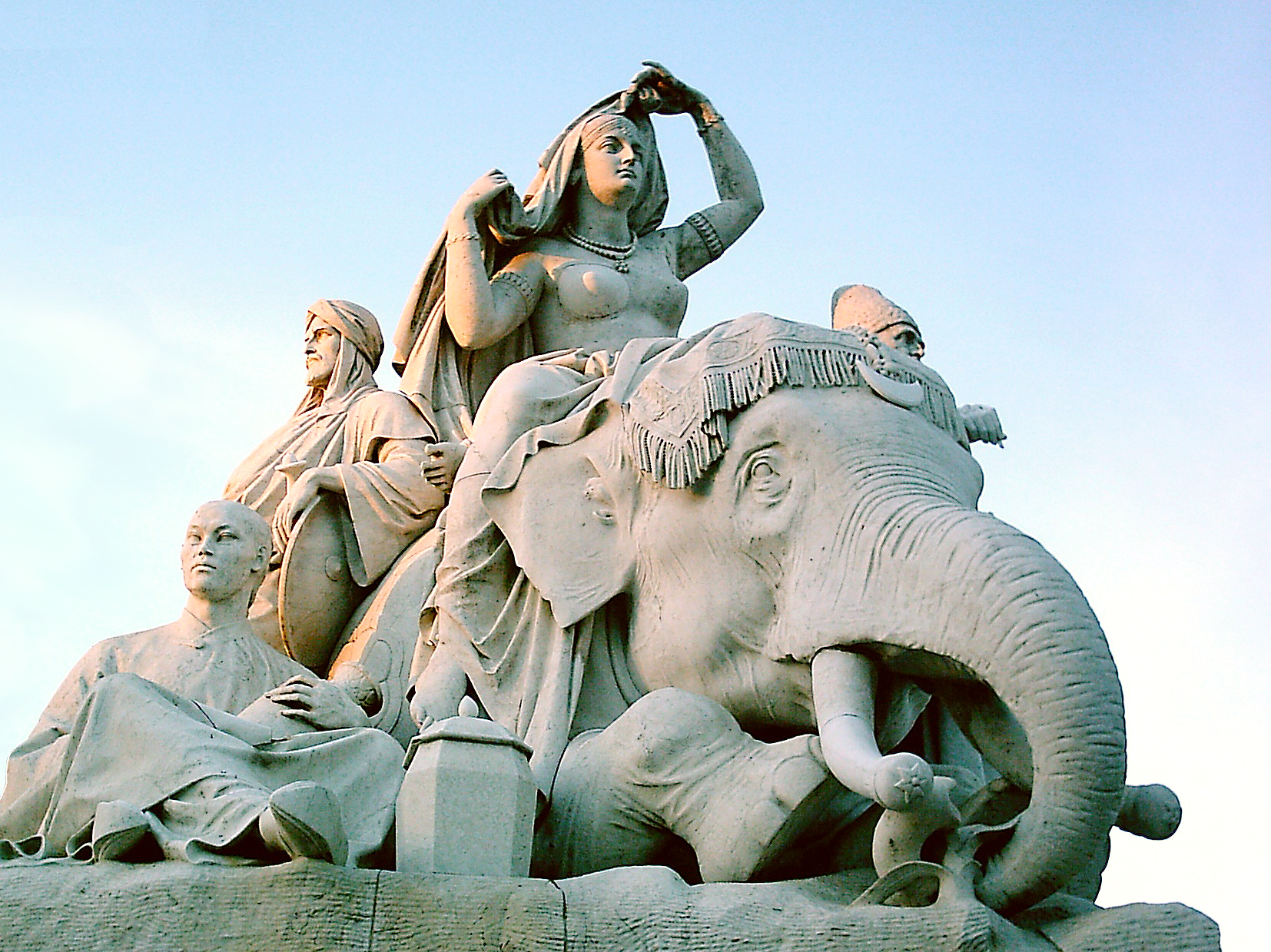
Grupo de "Asia", obra de John Henry Foley
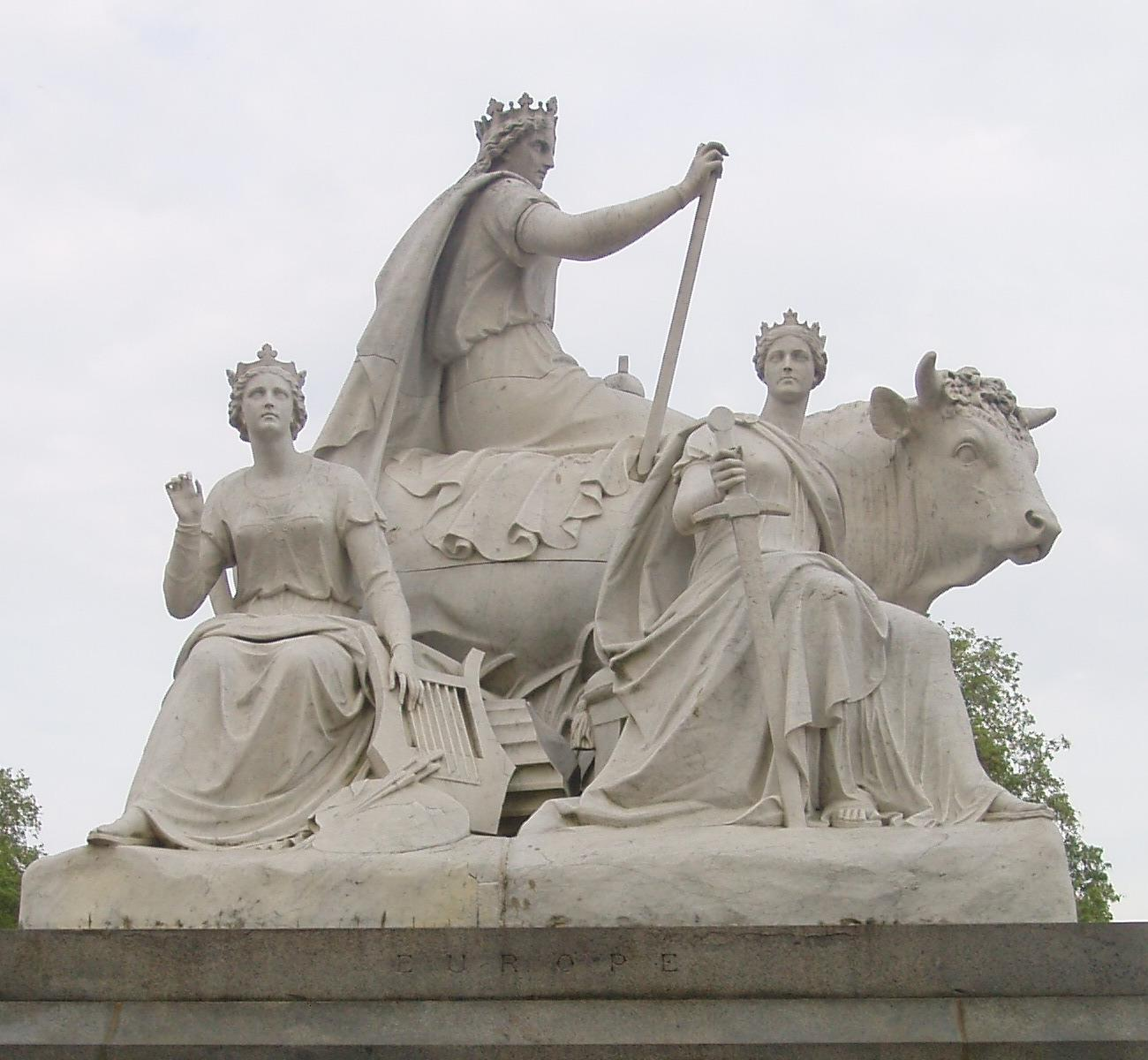
Grupo de "Europa", obra de Patrick MacDowell

Los grupos de los oficios
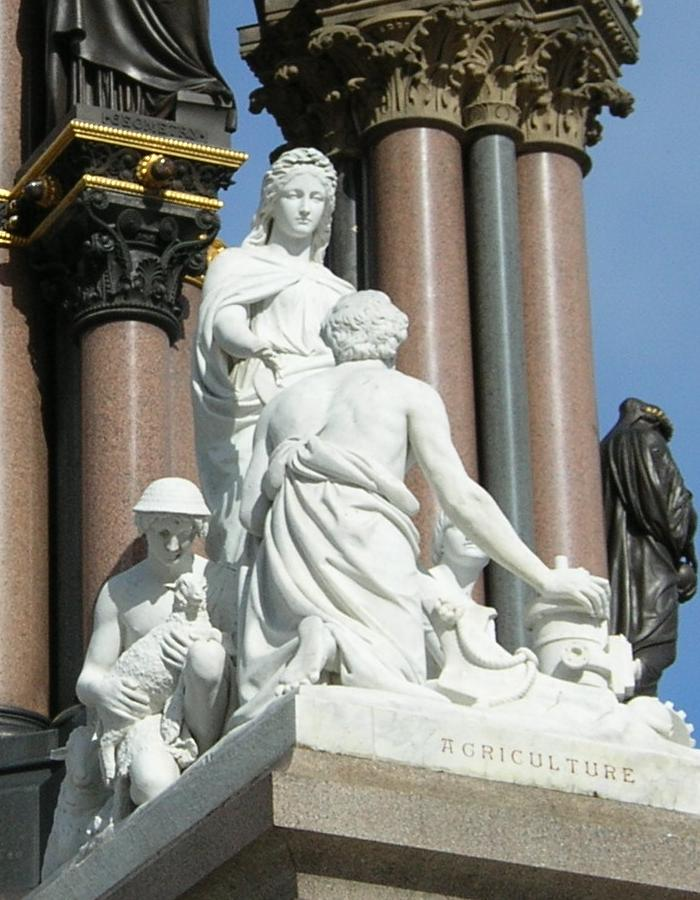
Grupo de la "Agricultura", obra de William Calder Marshall
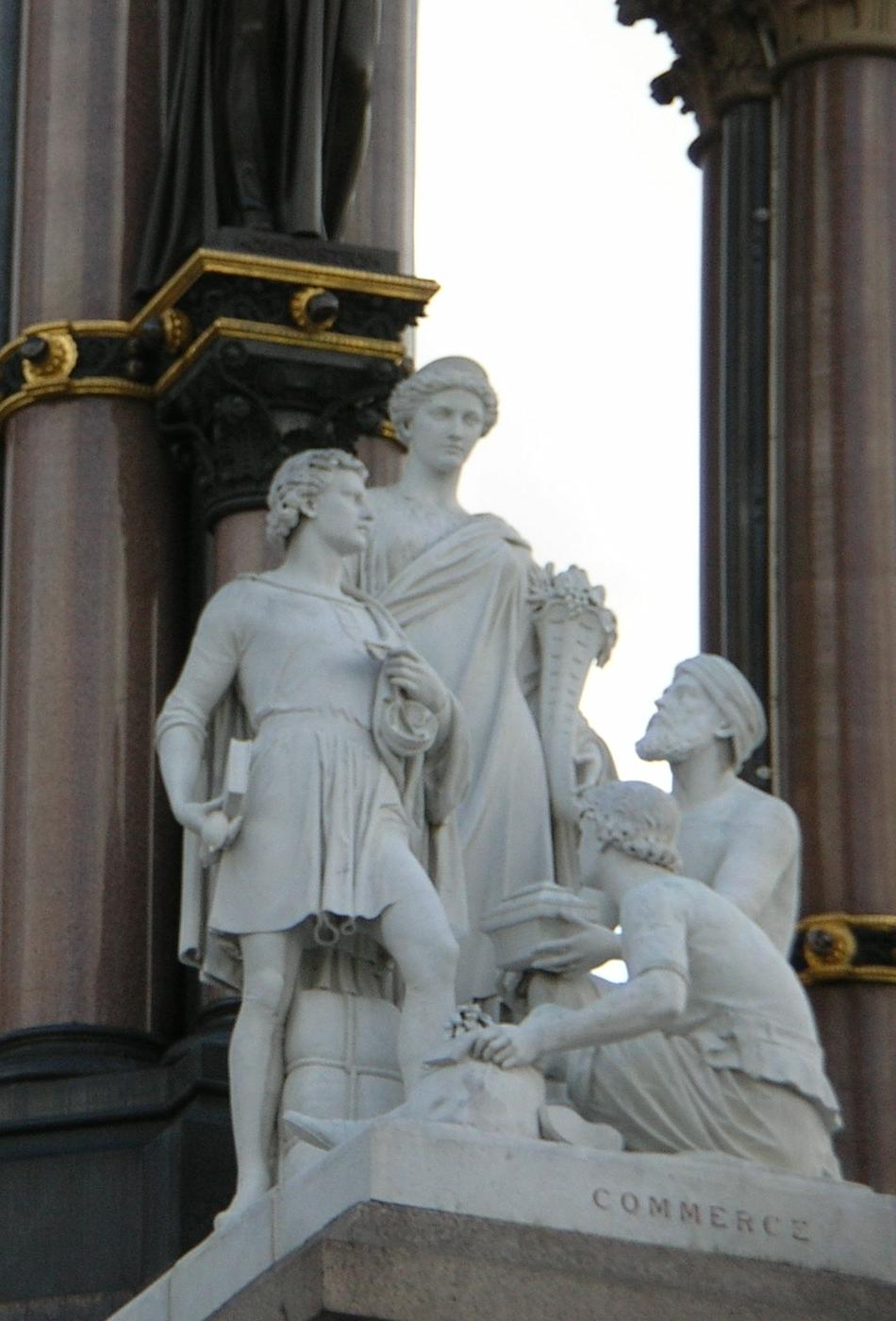
Grupo del "Comercio", obra de Thomas Thornycroft
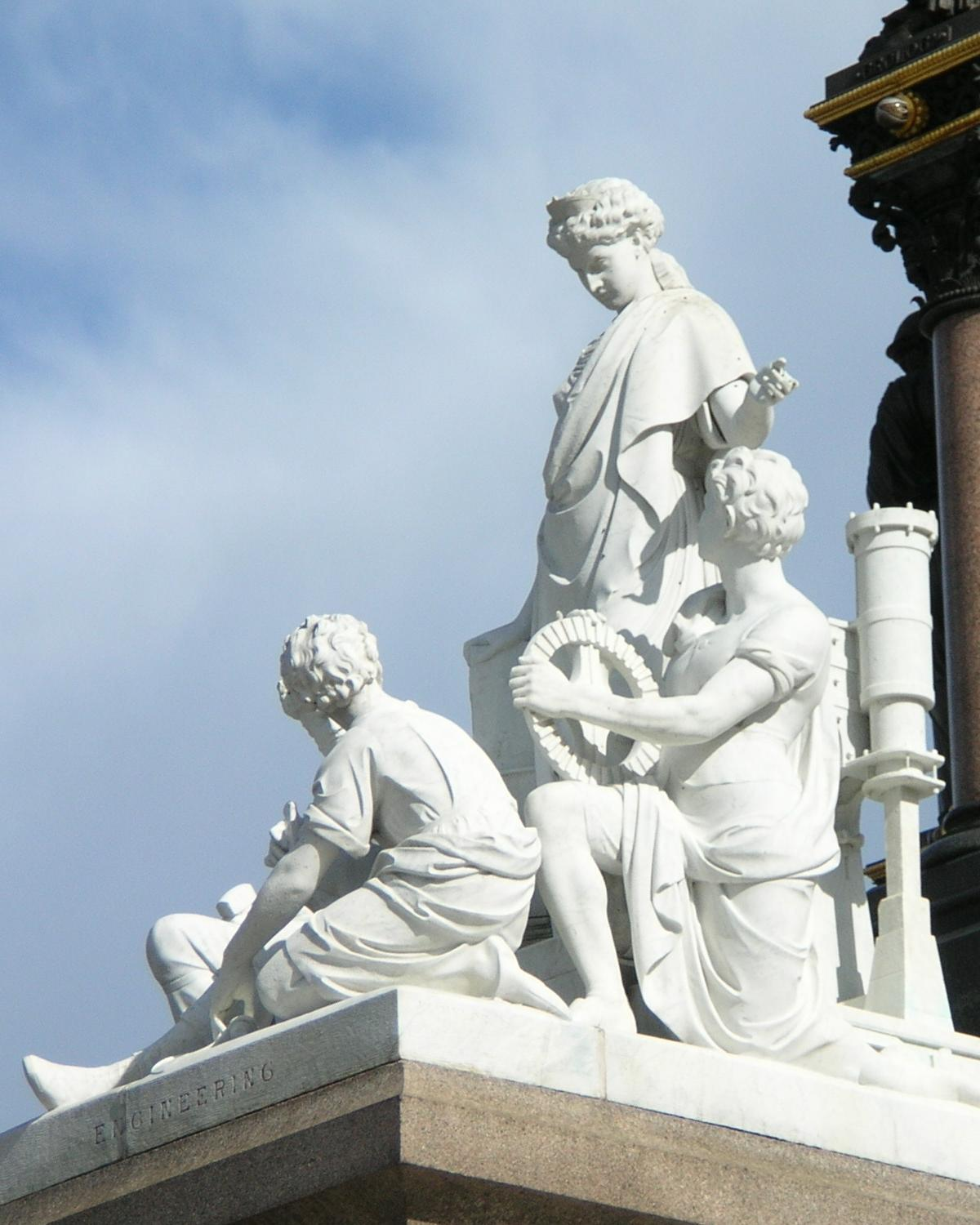
Grupo de la "Ingeniería", obra de John Lawlor
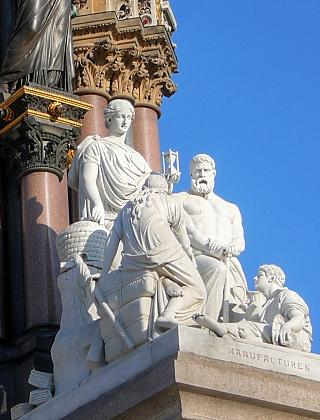
Grupo de las"Manufacturas", obra de Henry Weekes

Detalles del friso
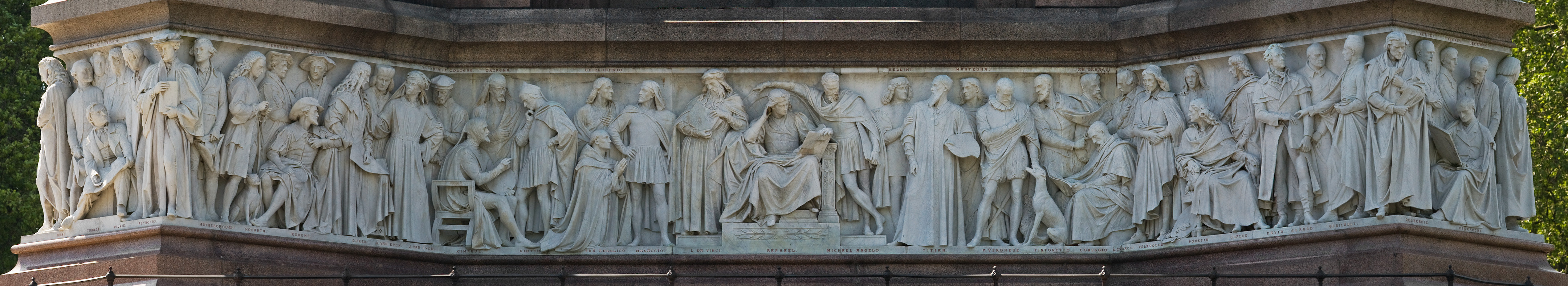
Lado este: pintores
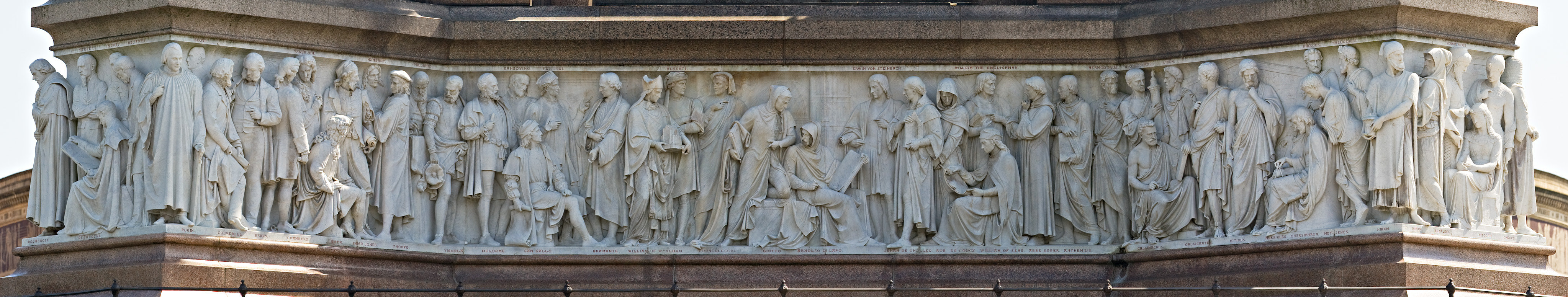
Lado norte: arquitectos
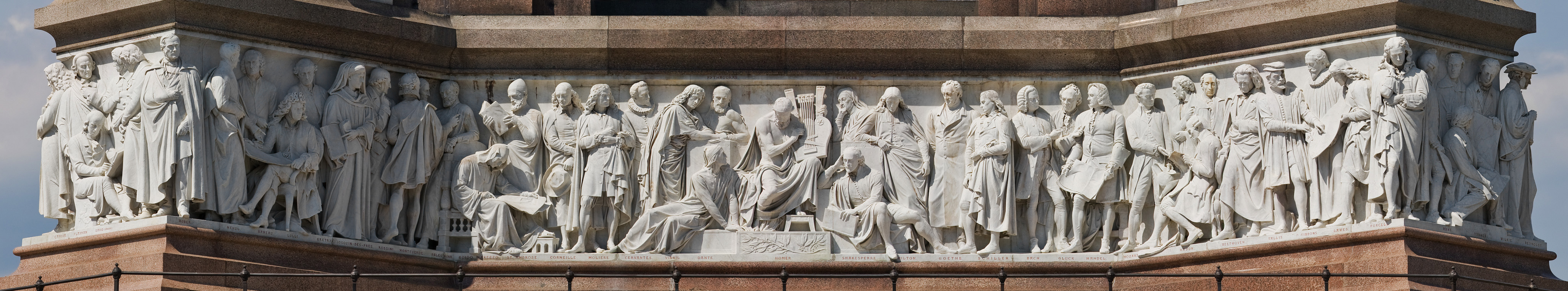
Lado sur: músicos y poetas
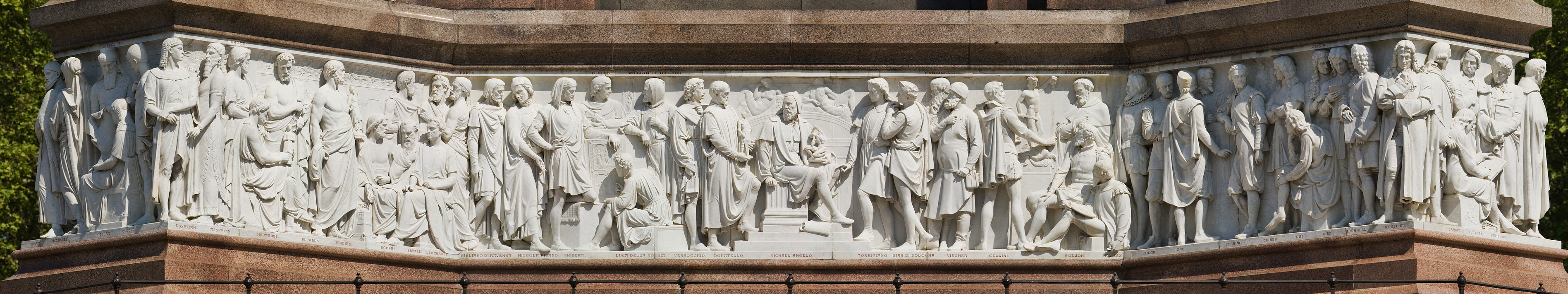
Lado oeste: escultores